# Verbrauch
Verbrauch ist in der Wirtschaftstheorie der Verzehr von Gütern und Dienstleistungen zur direkten oder indirekten Bedürfnisbefriedigung. Ein Synonym für Verbrauch ist Konsum.

## Allgemeines
Bereits in Georg Friedrich Meiers Buch Metaphysik (1748) war das aus dem althochdeutschen Verb „firbrühhen“ stammende Wort Verbrauch geläufig: „Der Verbrauch oder die Abnutzung einer Sache besteht in demjenigen Gebrauche einer nützlichen Sache, wodurch sie untergeht“. Der Sprachforscher Johann Christoph Adelung bezeichnete den Verbrauch im Jahre 1776 noch als junges Wort. Das „ausländische Consumtion“ stufte er als bequemes Wort ein, obwohl es „noch nicht sehr gangbar“ sei. 
Der von Meier beschriebene Untergang einer Sache ist jedoch heute lediglich eine von mehreren Optionen des Verbrauchs. Auch Verzehr oder Nutzung sind Verbrauchsformen, in deren Folge der Nutzen des Gutes oder der Dienstleistung durch Zustandsänderung oder Umwandlung nicht mehr, in anderer Form oder in anderem Maße verfügbar ist. Da der Nutzen das Gut bestimmt, existiert auch das Gut anschließend nicht mehr, nicht mehr in gleicher Form oder in anderem Maße, sondern einer geringeren Menge oder als Folgeprodukt, welches weniger wertvoll, wertlos oder gar schädlich sein kann. In diesem Sinne kann Verbraucher nicht nur der Mensch, sondern auch eine Maschine (z. B. ein Motor) sein, die Energie in eine andere Form umwandelt.

## Arten
Der Begriff Verbrauch kommt in vielen Fachgebieten vor. Hierzu gehören insbesondere Volkswirtschaftslehre, Betriebswirtschaftslehre, Recht oder Energiewirtschaft. 

### Volkswirtschaftslehre
In der Volkswirtschaftslehre heißt der Verbrauch für die private Bedürfnisbefriedigung der Privathaushalte Konsum und betrifft sowohl Gebrauchs- als auch Verbrauchsgüter. Er geht als „privater Verbrauch“ in die Verwendungsrechnung der volkswirtschaftlichen Gesamtrechnung ein. Dieses Aggregat des Bruttosozialprodukts wird als mit Preisen bewerteter, mengenmäßiger Verzehr von Gütern und Dienstleistungen der Privathaushalte in einer Periode zur unmittelbaren oder mittelbaren Befriedigung menschlicher Bedürfnisse und „Eigenverbrauch ({\displaystyle {\text{Käufe}}-{\text{Verkäufe}}}) der privaten Organisationen ohne Erwerbscharakter“ definiert.
Der Pro-Kopf-Verbrauch ist der statistische Durchschnittswert des Verbrauchs eines Einwohners an Verbrauchsgegenständen wie Lebensmitteln, Energie oder Wasser. So lag der Pro-Kopf-Verbrauch im Jahre 2014 in Deutschland bei Mineral- und Heilwasser bei 148,8 Litern, Bier 105,9 Litern, Gemüse 93,6 kg, Fleisch 86,6 kg, Zucker 31,9 kg, Energie 162 GJ oder Wasser 122,0 Litern pro Einwohner. In der Formel wird der Gesamtumsatz eines Verbrauchsgegenstands durch die Einwohnerzahl geteilt:
{\displaystyle {\text{Pro-Kopf-Verbrauch an Fleisch}}={\frac {\text{Fleischumsatz}}{\text{Einwohnerzahl}}}}
Diese volkswirtschaftliche Kennzahl ermöglicht einen regionalen Vergleich innerhalb eines Staats und den internationalen Vergleich von Staaten. Beim Pro-Kopf-Verbrauch werden auch Kleinkinder und alte Menschen bei den Einwohnern mitgerechnet, obwohl diese – etwa bei Bier – nicht oder nur bedingt als Verbraucher in Betracht kommen.
Unter Staatsverbrauch versteht man die „Aufwendungen des Staates für Verwaltungsleistungen, die der Allgemeinheit ohne spezielles Entgelt zur Verfügung gestellt werden. Zu den Aufwendungen für Verwaltungsleistungen zählen die Waren- und Dienstleistungskäufe des Staates (ohne Käufe von Investitionsgütern für zivile Zwecke), die Einkommen der im Staatsdienst Beschäftigten, ferner unterstellte Nettomieten für die vom Staat benutzten eigenen Gebäude und Abschreibungen auf diese Anlagen und das bewegliche Sachvermögen. Um den Staatsverbrauch zu ermitteln, wird von den Aufwendungen der Wert der Staatsleistungen abgesetzt, die verkauft oder für die Gebühren erhoben werden.“

### Betriebswirtschaftslehre
Werden in der Betriebswirtschaftslehre Güter (Roh-, Hilfs- und Betriebsstoffe) sowie Dienstleistungen für Produktionszwecke der Unternehmen verwendet, spricht man ebenfalls von Verbrauch. Zudem wird der Begriff Verbrauch nicht nur für die Nutzung von Vermögensgegenständen (Aktivseite), sondern auch für die Verringerung der Rückstellungen auf der Passivseite der Bilanz im Rahmen der Inanspruchnahme der Verpflichtungen gebraucht. Das Rückstellungskonto wird durch Zuführung erhöht, durch Verbrauch oder Auflösung gemindert. So werden beispielsweise die Versorgungszahlungen aus betrieblicher Altersversorgung als Verbrauch der Pensionsrückstellungen verbucht. Durch die Zuführung, den Verbrauch und die Auflösung von Rückstellungen wird erreicht, dass künftige Ausgaben als Aufwendungen bereits dem Geschäftsjahr der wirtschaftlichen Verursachung zugeordnet werden, so dass im Verbrauchsjahr keine Erfolgsauswirkungen mehr eintreten.
Im Rechnungswesen wird der private Verbrauch des Unternehmers bei Einzelunternehmen oder bei persönlich haftenden Gesellschaftern von Personengesellschaften auf Privatkonten als Privatentnahme verbucht. Die Verbrauchsfolgeverfahren sind Fiktionen, in welcher Reihenfolge vorhandene Lagerbestände zuerst verbraucht oder veräußert werden.

### Recht
Der bestimmte Rechtsbegriff des Verbrauchers bezeichnet nach § 13 BGB eine natürliche Person, die ein Rechtsgeschäft (insbesondere Geschäfte des täglichen Lebens) zu Zwecken abschließt, das überwiegend weder ihrer gewerblichen noch ihrer selbständigen beruflichen Tätigkeit zugerechnet werden kann. An den Verbraucherbegriff knüpfen zahlreiche verbraucherschützende Vorschriften an.
Im Steuerrecht ist der Verbrauch des Verbrauchers ein Steuerobjekt bei Verbrauchsteuern (beispielsweise Mehrwertsteuer, Tabaksteuer, Kaffeesteuer), wobei der Verbrauchsbegriff steuerlich nicht im Sinne des physischen Verbrauchs, sondern als Einkommensverwendung des Privathaushalts für den Erwerb von Gütern und Dienstleistungen zur Befriedigung privater Bedürfnisse verstanden wird.

### Energiewesen
Beim Energieverbrauch (Stromverbrauch, Gasverbrauch, Wasserverbrauch, Kraftstoffverbrauch) wird die genutzte Energie zur Verrichtung von Arbeit umgewandelt in Licht, Wärme, Kälte, Bewegung usw. und steht in ihrer ursprünglichen Form nicht mehr zur Verfügung. Die Umwandlung (der Energie) ist ein Definitionsbestandteil des Verbrauchsbegriffs, weshalb auch dieser Vorgang als Verbrauch zu bezeichnen ist. 

## Reichweite
Eine Abschätzung darüber, wie lange oder weit ein Gut noch verfügbar ist, nennt man dessen Reichweite. In einem Unternehmen ist die Reichweite eine Frage der Logistik, für die Rohstoffe (Reichweite von Rohstoffen) oft eine geopolitische. Für Fortbewegungsmittel bestimmt u. a. der Kraftstoffverbrauch die Reichweite, also die mit einer bestimmten Menge von Treibstoff noch zurücklegbare Strecke.